# Сьвецько
Сьвецько (пол. Świecko) — село в Польщі, у гміні Слубіце Слубицького повіту Любуського воєводства.
Населення — 202 особи (2011).
У 1975-1998 роках село належало до Гожовського воєводства.

## Демографія
Демографічна структура станом на 31 березня 2011 року:
|          | Загалом | Допрацездатний вік | Працездатний вік | Постпрацездатний вік |
| -------- | ------- | ------------------ | ---------------- | -------------------- |
| Чоловіки | 94      | 22                 | 65               | 7                    |
| Жінки    | 108     | 22                 | 71               | 15                   |
| Разом    | 202     | 44                 | 136              | 22                   |